# النجوم في الظهيرة
النجوم في الظهيرة (بالإنجليزية: The Stars at Noon)‏ هو فيلم إثارة رومانسي قادم من إخراج كلير دينيس، الفيلم مبني على كتاب يحمل نفس الاسم للكاتب دينيس جونسون، الفيلم من بطولة مارغريت كوالي، جو ألوين وداني راميريز.

## روابط خارجية
النجوم في الظهيرة على موقع IMDb (الإنجليزية)
- النجوم في الظهيرة على موقع ميتاكريتيك (الإنجليزية)
- النجوم في الظهيرة على موقع روتن توميتوز (الإنجليزية)
- النجوم في الظهيرة على موقع ألو سيني (الفرنسية)
- النجوم في الظهيرة على موقع أول موفي (الإنجليزية)
- النجوم في الظهيرة على موقع قاعدة بيانات الفيلم (الإنجليزية)
- النجوم في الظهيرة على موقع ليتربوكسد (الإنجليزية)
- النجوم في الظهيرة على موقع كينوبويسك (الروسية)